# Johann von Ravenstein
Johann Theodor von Ravenstein, detto Hans (Strehlen, 1º gennaio 1889 – Duisburg, 26 marzo 1962), è stato un generale tedesco.

## Biografia
Ravenstein nacque in Slesia, allora parte dell'impero tedesco da una famiglia di tradizioni militari: il suo trisavolo era stato ufficiale dell'esercito prussiano durante la guerra dei sette anni ed aveva ricevuto il titolo nobiliare per i suoi meriti nella battaglia di Leuthen; il bisnonno Johann Friedrich August von Ravenstein era stato aiutante di campo del feldmaresciallo Blücher a Waterloo ed aveva ricevuto la croce di ferro.
Nel 1909 Ravenstein entrò come Fahnenjunker nel Reggimento di granatieri Re Guglielmo I a Liegnitz e successivamente fu trasferito al VII Reggimento di fanteria della Prussia occidentale ad Ostrowo e fu promosso sottotenente.
Partecipò alla prima guerra mondiale distinguendosi in numerose azioni sul fronte occidentale a Verdun, sulla Somme e durante l'offensiva della Champagne. Nel 1916 ricevette la promozione a tenente e l'Ordine di Hohenzollern con il titolo di cavaliere. Nel 1918 partecipò all'offensiva di primavera al comando del I battaglione fucilieri del Reggimento von Steinmetz e il 27 maggio 1918 sostenne la difesa della linea di Soissons; in particolare si distinse occupando con dieci soldati il ponte sull'Aisne presso Bourg. Le sue truppe fecero 1500 prigionieri e catturarono 32 cannoni. Per i suoi atti di coraggio Ravenstein ricevette l'onorificenza Pour le Mérite e il grado di capitano.
Lasciato l'esercito si iscrisse all'Università Georg-August di Gottinga laureandosi in scienze politiche; per alcuni anni fu amministratore del distretto di Duisburg e membro dello Zentrum. Richiamato nell'esercito, la neocostituita Wehrmacht nel 1934 divenne maggiore nel II battaglione del 60º Reggimento di fanteria; fu promosso tenente colonnello nel 1936 e colonnello nel 1939.
Durante la seconda guerra mondiale partecipò all'invasione della Polonia e della Francia, ricevendo anche la croce del cavaliere della croce di ferro; nell'aprile 1941, dopo la campagna di Grecia, fu promosso maggior generale e comandò la 21ª Divisione corazzata dell'Afrika Korps. Aiutante di campo di Rommel nel deserto con il grado di tenente generale, fu preso prigioniero il 28 novembre 1941 presso Sidi Razegh, in Libia, da soldati neozelandesi. Fu prigioniero di guerra presso il campo di prigionia di Pietermaritzburg, in Sudafrica e successivamente in quello di Bowmanville, in Canada fino al 1947. 

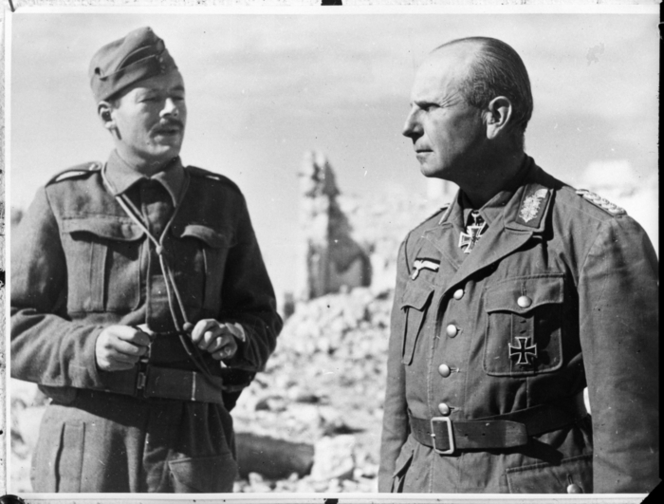
von Ravenstein nel 1941, in un campo di prigionia

Rilasciato dopo la guerra, prese parte attiva alla vita della nuova repubblica tedesca e fu per due volte deputato al Bundestag per il Sozialistische Partei, un partito di estrema destra. Morì a Duisburg, dove era stato anche consigliere comunale nel 1962.